# Sonetos románticos ingleses

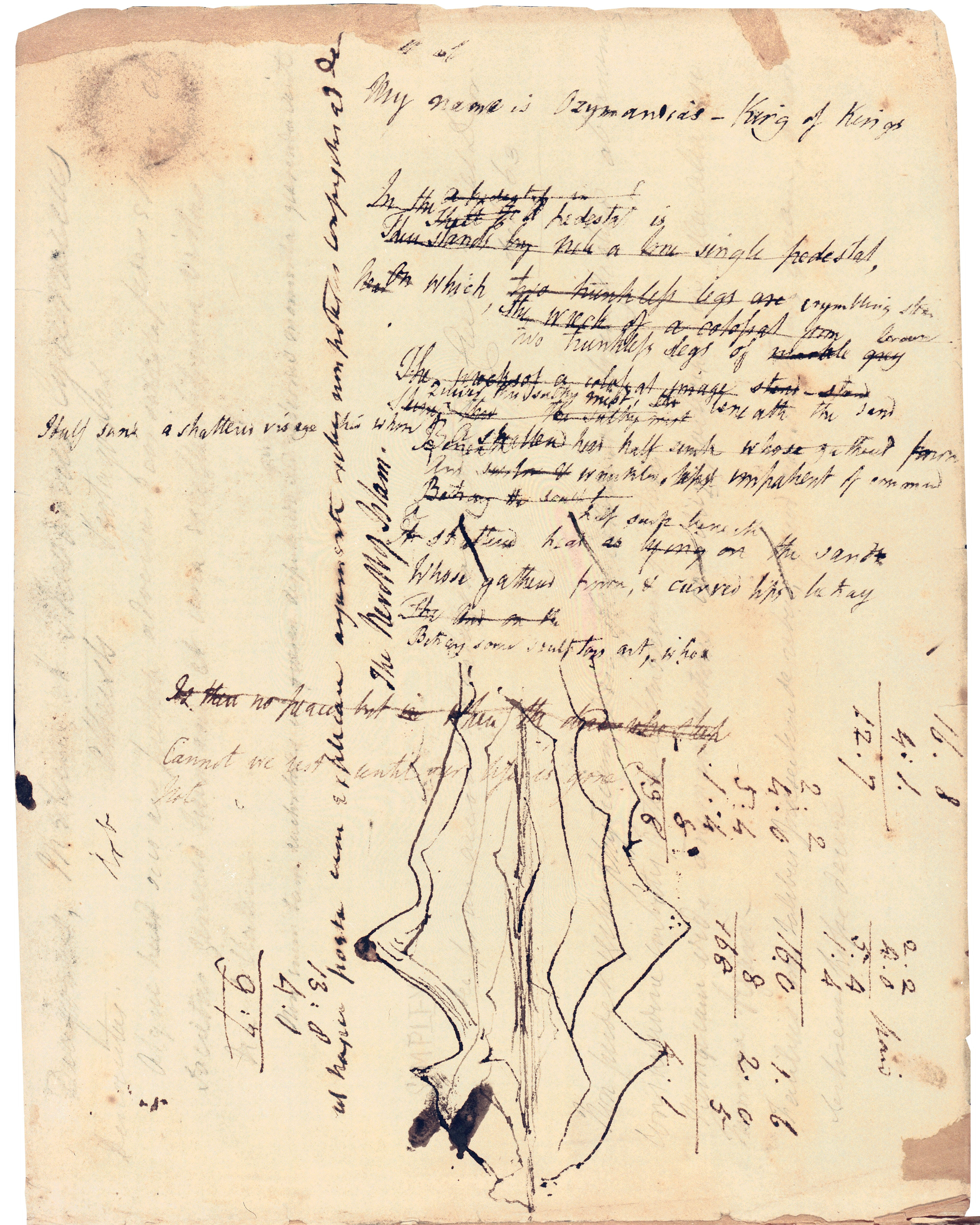
Un borrador de Ozymandias por Percy Bysshe Shelley

El soneto fue una forma popular de poesía durante el  periodo romántico: William Wordsworth escribió 523 sonetos, John Keats 67, Samuel Taylor Coleridge 48, y Percy Bysshe Shelley 18.
El soneto es un poema de catorce versos que sigue un estricto esquema de rima y una estructura específica, cuya invención se atribuye al poeta italiano del siglo XIII Giacomo da Lentini, y que posteriormente hizo famoso Petrarca. Thomas Wyatt, a principios del siglo XVI, introdujo el soneto en Inglaterra. Sin embargo, fue el conde de Surrey quien desarrolló el esquema de rima - abab cdcd efef gg - que ahora caracteriza al soneto inglés o shakesperiano.
La literatura romántica inglesa incluye tanto los sonetos shakespearianos como los petrarquistas (véase Petrarquismo).

## Renacimiento
El soneto ha sido una forma literaria popular desde su creación, hecho famoso por Dante, Petrarca, Philip Sidney, Edmund Spenser, William Shakespeare, John Donne y John Milton, pero durante finales del siglo XVII y principios del XVIII el soneto cayó en desgracia. Se seguían produciendo muchos sonetos pero no eran tan populares. El resurgimiento comenzó con poetas como Thomas Edwards y Charlotte Smith antes de incluir más tarde a los demás románticos como Wordsworth, Coleridge, Keats y Shelley.
Los poetas románticos se vieron influenciados por todos sus famosos predecesores, a la hora de escribir sonetos, pero la influencia individual más importante fue la de Milton, que había escrito él mismo menos de 30 sonetos. En el siglo XVII, Milton mantuvo viva la forma del soneto al tiempo que ampliaba la temática -que hasta entonces había sido principalmente el amor- escribiendo sobre ideas, acontecimientos, historia y temas contemporáneos. Al igual que Milton, los románticos escribieron relativamente pocos sonetos de amor y el soneto de la época romántica incluye la política, la naturaleza, la amistad, el arte, la historia, la religión, la vida y la muerte. De hecho, algunos de los poetas románticos incluso escribieron sonetos sobre sonetos. El libro de Wordsworth Scorn not the Sonnet es un ejemplo de ello. Keats también escribió sobre los sonetos, sobre todo en On the Sonnet (1819), que al igual que el poema de Wordsworth defiende la forma en su contenido y utilizándola él mismo.
Milton tuvo especialmente una fuerte influencia en Wordsworth después de escuchar sus sonetos leídos en voz alta. De los sonetos dijo: "Más bien [me] gusta emplearlos de vez en cuando, aunque lo he hecho mucho menos en proporción que mis grandes maestros, especialmente Milton". Aunque Wordsworth escribió cientos de sonetos, se veía a la sombra de Milton. A Wordsworth le encantaba la forma del soneto porque una vez dominadas las sencillas reglas podía tomarse toda la libertad que quisiera para explorar temas de interés.[cita requerida] Creía que los poetas debían escribir sonetos para añadir variedad a su obra y mantenerlos fuera de la trampa de la rutina.
La forma del soneto humilló a muchos de los románticos que suelen destacar por su fuerte afirmación del "yo" en las narraciones líricas. También Coleridge se sentía inseguro de sí mismo al decir: "El soneto ha sido siempre una especie favorita de composición para mí; pero soy consciente de que no he tenido éxito en él".

### Naturaleza
Aunque los románticos escribieron sonetos sobre una gran variedad de temas, el más común fue la naturaleza. Petrarca también escribió muchos sonetos que incluían descripciones de la naturaleza, al igual que Shakespeare, pero su uso de la naturaleza era a menudo incidental al tema principal relacionado con el amor o parte de una analogía. Milton se alejó de la naturaleza y ésta falta en muchos de sus sonetos.[cita requerida] La naturaleza, sin embargo, es el tema principal de muchos de los sonetos de los románticos. Muchos de los sonetos y poemas de la época describen la calma, la belleza, el poder o la sublimidad de la naturaleza y la naturaleza es a menudo personificada para enfatizar la cercanía en la relación entre las personas y la naturaleza. [cita requerida] En otros poemas se hace una analogía entre el hombre y la naturaleza. Por ejemplo, en The Human Seasons de Keats, se comparan los cambios de las estaciones con las etapas de la vida humana.

## Forma
Las dos formas clásicas más utilizadas por los románticos fueron el soneto petrarquista y el  soneto shakespeariano. La forma petrarquista o italiana suele seguir un esquema de rima abba abba cde cde. El poema suele estar dividido en dos secciones con los primeros ocho versos, una octava, y los últimos seis, un sesteto. Suele haber un giro en el poema alrededor del verso nueve. La forma shakesperiana tiene un esquema de rima de abab cdcd efef gg. El pareado rimado final se utiliza a menudo para dar un giro a la idea que se ha ido construyendo a lo largo del poema.
Los románticos jugaron con estas formas. Dado que el tema general y el enfoque del soneto cambiaron en esta época, tiene sentido que la forma también cambie para reflejar el contenido. Un soneto como Shelley's Ozymandias no utiliza ni un esquema de rima completo shakespeariano ni petrarquista. El patrón de ab ac dc ed ef ef, no es menos soneto que los de patrones convencionales. El alejamiento de las estructuras fijas podría ser para reflejar los sentimientos de desapego en el poema.
Charlotte Smith (1749 - 1806) fue una de las primeras románticas en recuperar el uso del soneto. Destaca por su experimentación con las formas, combinando de forma novedosa las formas petrarquista y shakespeariana, escogiendo los mejores rasgos de ambas. Su poema, "Sonnet LVI, The Captive Escaped in the Wilds of America", tiene unos versos finales que giran todo el poema en una nueva dirección utilizando principalmente rimas cercanas. 
La oda podría parecer una forma mucho más probable para los románticos, porque es una forma irregular y adaptada de muchas maneras al hablante y al tema. Estos elementos de la oda se utilizaban a menudo para transmitir cambios rápidos de pensamientos y emociones. Sin embargo, la forma del soneto dio a los poetas románticos lo mejor de ambos mundos. Un poema como la "Oda al viento del oeste" de Shelley contiene cambios violentos que reflejan el viento que sopla, pero está compuesto por secciones formadas por sonetos.[cita requerida] Los románticos demuestran con esto que podían dominar las formas de sus predecesores que tanto admiran y aun así pasar a algo nuevo. La forma del soneto ayuda a Shelley a contener algo que es incontenible.[cita requerida] Siguiendo la forma de Dante en su Divina Comedia, Shelley utiliza un patrón único de terza rima para crear una estructura como el flujo del viento, y sin embargo contener el poema, por lo que hay una sensación de cierre al final.